# راسيل ويلسون (ضابط)
راسيل ويلسون (بالإنجليزية: Russell Willson) هو ضابط أمريكي، ولد في 27 ديسمبر 1883 في فريدونا في الولايات المتحدة، وتوفي في 6 يونيو 1948 في تشيفي تشايس ‏ في الولايات المتحدة.